# MTV Europe Music Award al miglior artista latinoamericano
L'MTV Europe Music Award al miglior artista latinoamericano (MTV Europe Music Award for Best Latin American Act) è stato uno dei premi  degli MTV Europe Music Awards, assegnato dal 2011 al 2016.

## Albo d'oro

### Anni 2010
| Anno | Vincitore   | Nominati                                                                                             |
| ---- | ----------- | --- |
| 2011 | Restart     | - Ádammo - Babasónicos - Belanova - Calle 13 - Don Tetto - No Te Va Gustar - Panda - Seu Jorge - Zoé |
| 2012 | Restart     | - Axel - Don Tetto - Panda                                                                           |
| 2013 | Fresno      | - Anna Carina - Airbag - Paty Cantú                                                                  |
| 2014 | Dulce María | - Don Tetto - Miranda! - Anitta                                                                      |
| 2015 | Anitta      | - Axel - J Balvin - Mario Bautista                                                                   |
| 2016 | Maluma      | - Anitta - Lali - Paty Cantú                                                                         |